# Rok Drakšič
Rok Drakšič, född 2 januari 1987 i Griže, Žalec, är en slovensk judoutövare.
Drakšič tävlade för Slovenien vid olympiska sommarspelen 2008 i Peking, där han förlorade sin första match i extra lättvikt mot iranska Masoud Haji Akhondzadeh. Vid olympiska sommarspelen 2012 i London vann Drakšič sin första match mot Ricardo Valderrama, men förlorade därefter sin andra match i halv lättvikt mot silvermedaljören Miklós Ungvári.
Vid olympiska sommarspelen 2016 i Rio de Janeiro förlorade Drakšič sin första match i lättvikt mot israeliska Sagi Muki.